# Anticucho

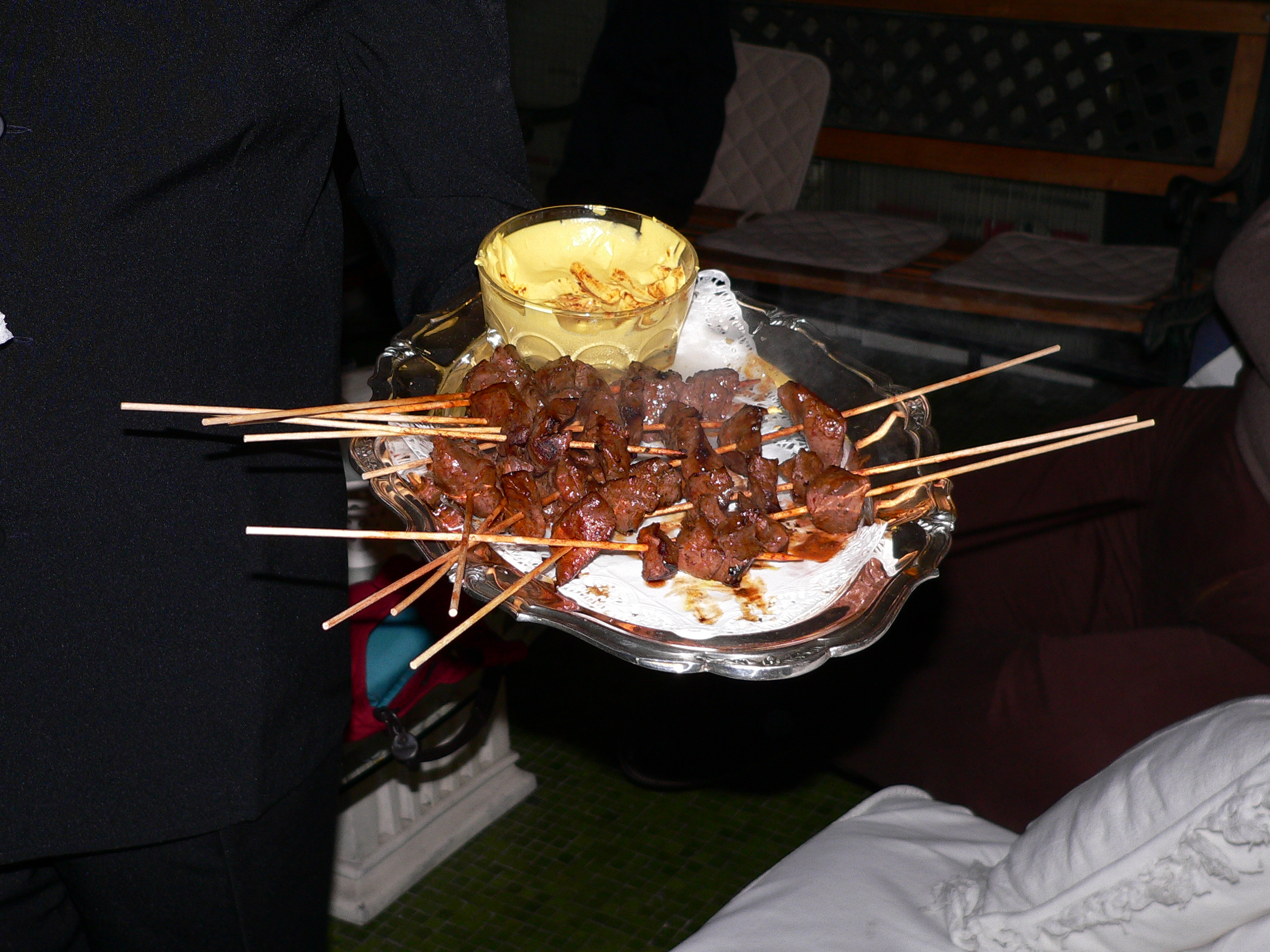
Anticuchos från Peru

Anticucho är en maträtt från Anderna som baseras på kött av olika slag som träs på ett grillspett av sockerrör eller av metall och som man tillagar över grill. Maträtten anses vara en av de mest populära och typiska i vissa länder på den sydamerikanska kontinenten, i synnerhet i det, det chilenska köket och det bolivianska köket. Peru härstammar rätten från en förcolumbiansk tradition som trädde fram i början av tiden för Vicekungadömet. Under oktober vid tiden för Señor de los Milagros ökar konsumtionen av anticuchos.

## Historia
Enligt skrifter i Perus nationalbibliotek i Lima (Peru), tror man att namnet kommer från quechua antikuchu (anti: Andes (anderna) och kuchu: ”skuren bit”) eller anti-uchu (uchu: ”blandning”).
Anticuchos kan spåras i spanska texter från 1500-talet när de spanska conquistadorerna kom till Peru. Vid den tidpunkten lades europeiska ingredienser till, som nötkött (som ersatte lamaköttet och annat som användes av inkaindianerna) och vitlök. Om detta nämner författaren Erika Fetzer, att enligt traditionen gjordes anticuchon ursprungligen på lamakött och när spanjorerna kom trädde man upp köttet på pinnar.
Spanjorerna förde också med sig svarta slavar, som bosatte sig i Limas historiska centrum och längs kusten söder om Lima. De tog upp denna maträtt som sin egen (eller anpassade den efter vad de tidigare ätit i Afrika).
På den tiden kasserade spanjorerna alla typer av inälvor och gav som mat till slavarna. Det var dessa som skapade maträtten som föddes ur behovet av att ha en attraktiv rätt, tilltalande och med bättre smak, och man använde särskilt hjärta från nötboskap. I Peru, bibehålls traditionen, namnet och dessa ingredienser.
Med tiden blev maträtten accepterad och efterfrågan ökade, och anticuchos blev vanligt förekommande i Vicekungadömet Peru och sedan under 1900-talet spreds den till andra länder i Sydamerika.

## Ingredienser
I Peru äter man anticuchos som är tillagade enligt det traditionella receptet från 1500-talet vilket baseras på hjärta från nötboskap. Liknande maträtter som tillagas med kött från  fisk, kyckling, skaldjur och annat kött som grillas kallas brochetas (”grillspett”).
I Chile var antalet svarta slavar lågt jämfört med vicekungadömet Peru, vilket förklarar att man där föredrog nötkött och kyckling som ingredienser, i stället för inälvor från djur.

## Variationer
Liknande tillagningar har ersatt det traditionella nöthjärtat (av fast konsistens och marinerat och kryddat), med hjärta eller bröst från kyckling, fisk, marsvin, skaldjur  (som räkor) och andra typer av kött. Tidigare tillagade man i Peru en liknande maträt som innehöll valkött (färg, konsistens och smak påminner om nöthjärta). Dessa rätter har fått namn som brochetas eller anticuchos beroende på landet där tillagningen sker.

### Anticuchon i Peru

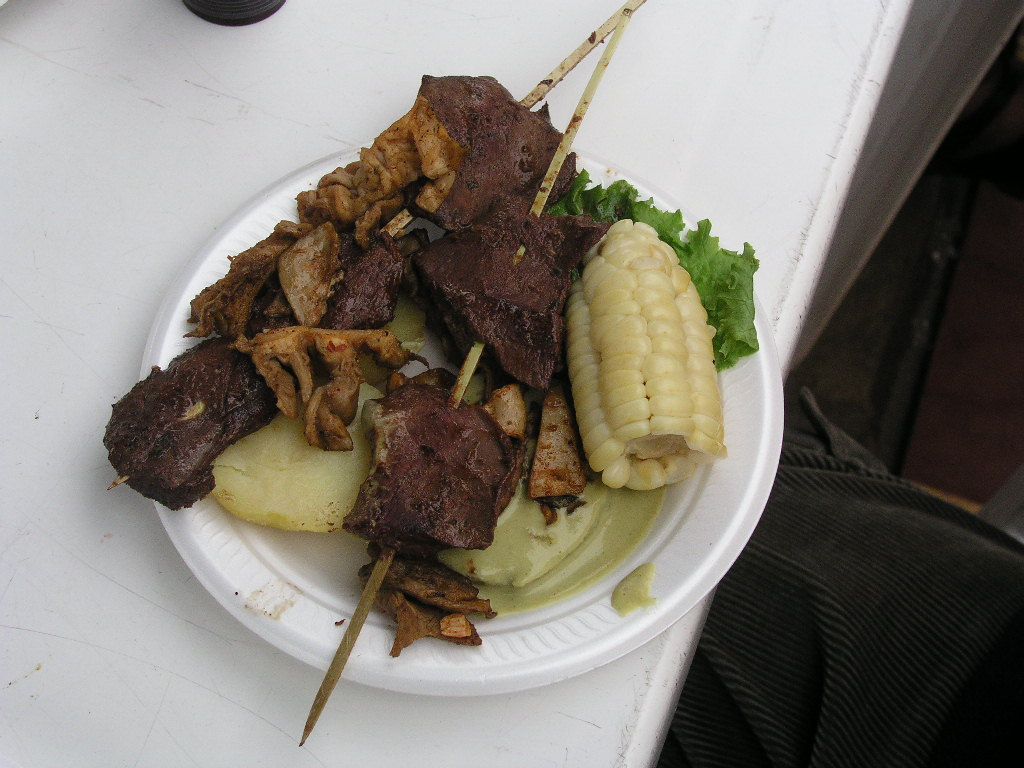
Den traditionella anticuchon i Peru

I sitt ursprungsland, Peru, är anticuchon en del av en djupt rotad tradition och den mest spridda är den klassiska anticuchon som görs på hjärta från ko. Ingredienserna och tillagningen baseras på nötköttshjärta, som skärs i bitar (beroende på region kan man numera också se anticuchos tillagade även på hjärtan från andra djur). För att smaksätta köttet använder man vanligtvis vegetabilisk olja, hackad vitlök, kummin, citronjuice, pasta av spansk peppar (ají panca), mald färsk peppar, salt, rödvinsvinäger, mörkt öl, oregano och grönsaker av olika slag.
Tillagningen tar mellan en kvart till tolv timmar för att förbereda ingredienserna beroende på hur man tänker tillaga köttet. Ingredienserna placeras i en skål, blandas och man låter köttstyckena marineras, från en dag till en annan. Nästa dag, träs de marinerade köttbitarna upp på grillpinnar, tre eller fyra bitar per pinne, och tas till grillen där de grillas. Med en pensel av majsblad sprider man dressingen under tillagningen och pinnarna roteras för hand tills köttet blir lätt gyllenbrunt. Slutligen serveras köttet uppträdda på pinnar så som de tillagats. Anticuchos serveras med kokt och gyllenbrun potatis, majs och chilipepparsås gjord på en bas av rocoto (pepparväxt) och tunt strimlad lök. De ambulerande kockar som brukar tillaga rätten på gatan brukar tillaga den på samma grill som de gör rachi (ett namn de har gett till komage) och kycklingkrås.
Anticucho är intimt kopplad till det peruanska livet, till liv och religion, såsom den stora religiösa processionen Señor de los Milagros, och tjurfäktningen vid samma tid, Sankta Rosa av Lima, eftermiddagssporten på Estadio Nacional José Díaz i Lima, där livsmedelförsäljarna på platsen utanför arenan har etablerat en permanent affärsverksamhet och där invånarna kan konsumera denna traditionella rätten. Det är vanligt i oktober varje år att en väldig folksamling i procession på gatorna följer helgonbilden Señor de los Milagros och bakom detta mänskliga hav klätt i lila följer säljarna i sina vagnar även de klädda i traditionellt lila, och har försäljning av den traditionella anticuchon, picarones och den drycken chicha morada, en söt peruansk dryck gjord på blå majs.
De som inte är intresserade av tjurfäktningen under oktober månad varje år, men även de som har upplevt en tjurfäktningskväll till ljudet av pasodoble och den peruanska marineran, lämnar inte Acho tjurfäktningsarenan Rimac, vid floden med samma namn, utan att gå in i någon restaurang för att njuta av anticuchos och andra traditionella maträtter ur det peruanska köketr, och vid tiden omkring 31 augusti varje år, är avenyn Tacna i Limas historiska centrum stängt för fordonstrafik vid dörren till klostret Santa Rosa de Lima, för att bana väg för en stor skara troende och försäljare som säljer anticuchos. I den nordliga staden Trujillo, är anticuchon en del av det peruanska köket vid den internationella festivalen för den peruanska dansen marinera.

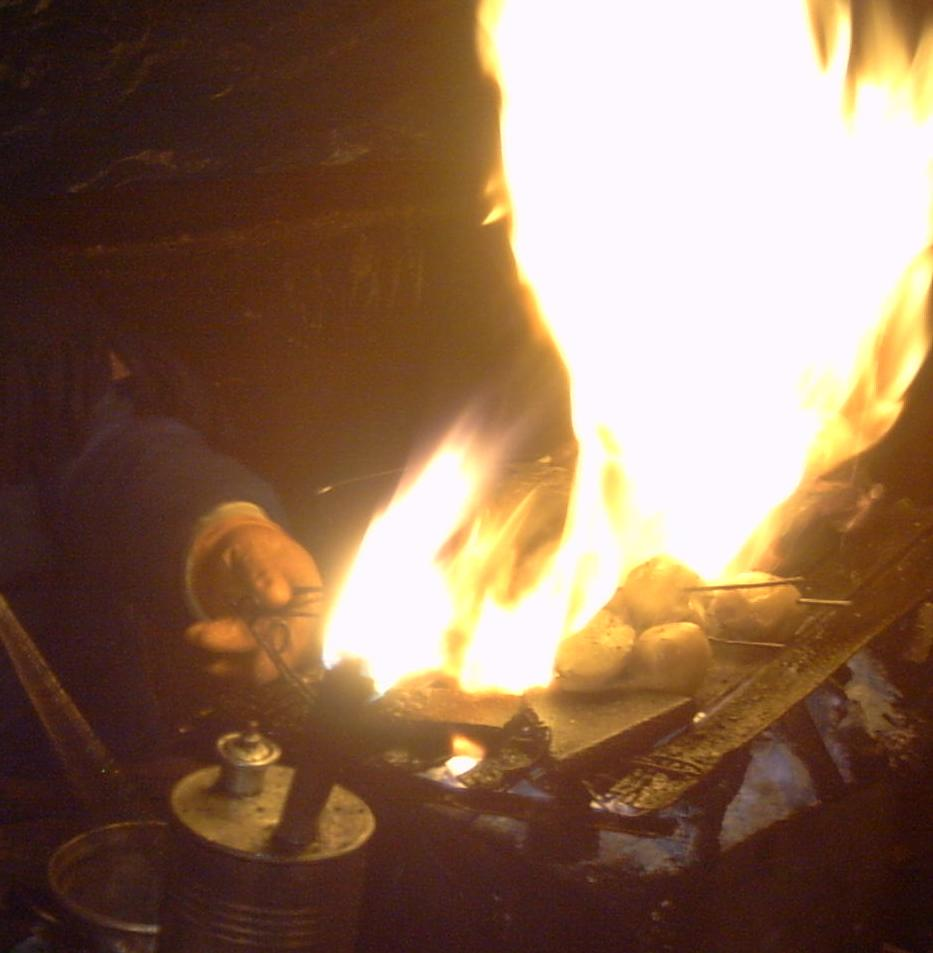
Gatuförsäljning av anticuchos på Avenida Bolivia

Under hela året, i skymningen, längs gatorna i stadsdelar från kolonialtiden som Rímac, Barrios Altos och folkrika stadsdelar som Surquillo, Barranco, Chorrillos, Lince, Pueblo Libre, La Victoria och andra områden i Lima är det vanligt att hela familjer samlas kring matförsäljare som säljer anticuchos. Samma sak gäller även resten av landet, såväl kustregionen, Anderna eller Amazonas regnskog, som Pucallpa och Iquitos längs Amazonfloden, Maträtten har integrerats, berikat det Peruanska köket och är en del av stadsmiljön i städerna i Peru.

### Anticuchon i Chile

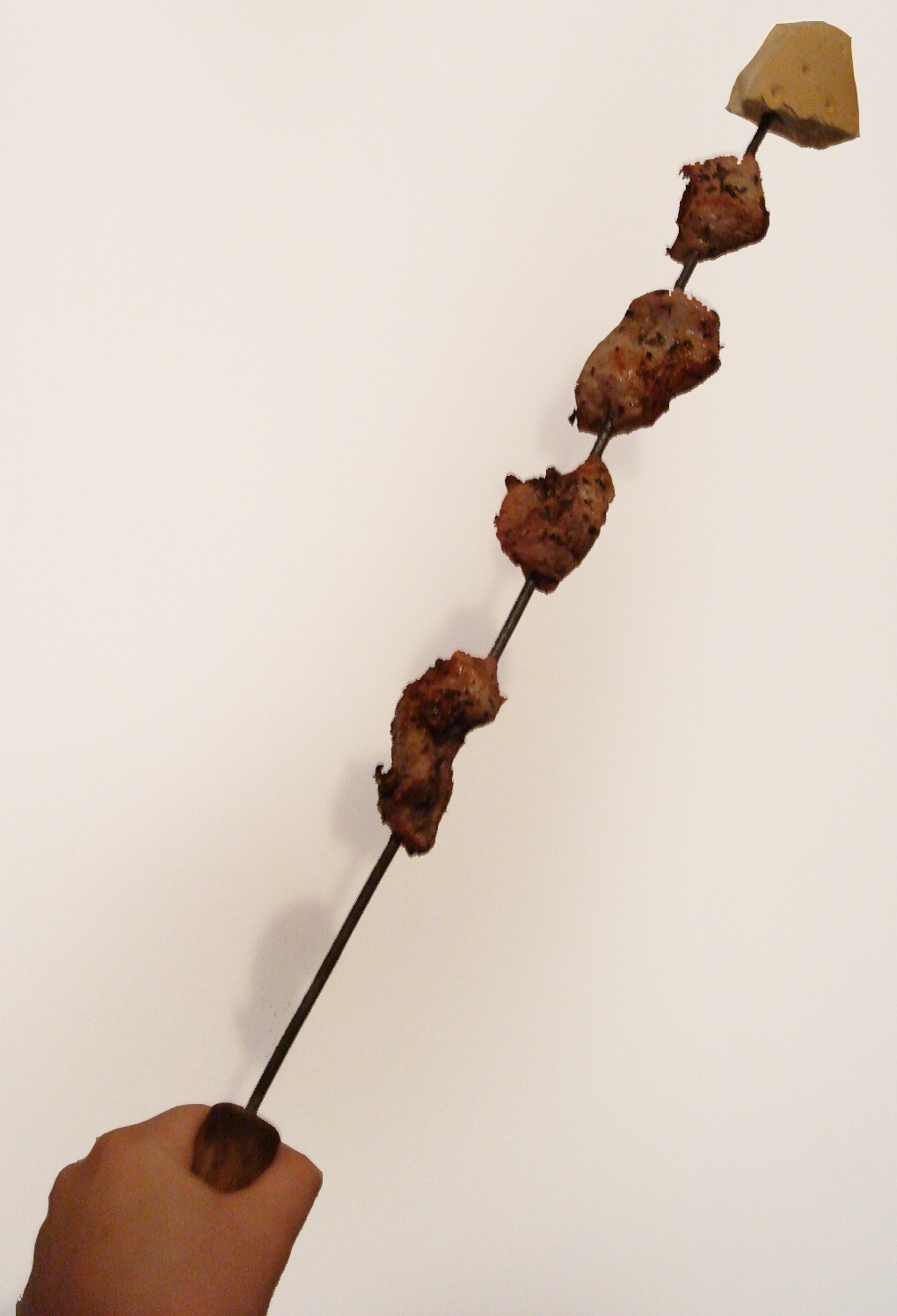
Anticuchos från Chile.

I Chile görs den traditionella anticuchon av bitar av nötkött cirka 5x5 cm och lök insprängda på en grillpinne av metall ca 40 cm lång och 3 x 3 mm, som grillas tillsammans med ett stycke bröd marraqueta i spetsen av järnet.
Den vanliga anticuchon görs vanligen på olika typer av kött från ko och i mindre utsträckning kyckling, skuren i 2 x 2 cm, spetsade på en metallpinne som är högst 30 cm lång, på vilken bitar av korv, wienerkorv och grönsaker som lök, peppar, morötter och även svampar, och grillas på en grill. Anticuchon smaksätts med grovt salt,  och om man vill med vinäger eller citron. Oftast kryddas anticuchon med en sås av vitlök, lök och hackad koriander, vinäger, citron och öl, denna sås sprids på anticuchon med ett kvist persilja. Anticuchon är vanligtvis inte en huvudrätt i en måltid, utom som ett komplement till en stek tillsammans med andra typer av kött, choripan, potatis, wienerkorv etc. 
De mindre varianterna trädda på träkäppar av 15 cm eller mindre kallas "grillspett av kött." 
Den chilenska anticucho ingår i det chilenska köket i en grupp av maträtter som har sitt ursprung i den koloniala tiden, och som har hållit sig kvar sedan dess. I Chile äter man mest anticuchos i september, under firandet av Fiestas Patrias. I Chile är det mycket ovanligt om man inte äter anticuchos på dessa datum. Anticucho är lika populär i Chile som att äta en empanada med ett glas öl och den är nu en viktig del i det chilenska köket. Resten av året finns försäljare på gatorna som säljer spett med anticuchos.